# パレスチナ国家治安部隊

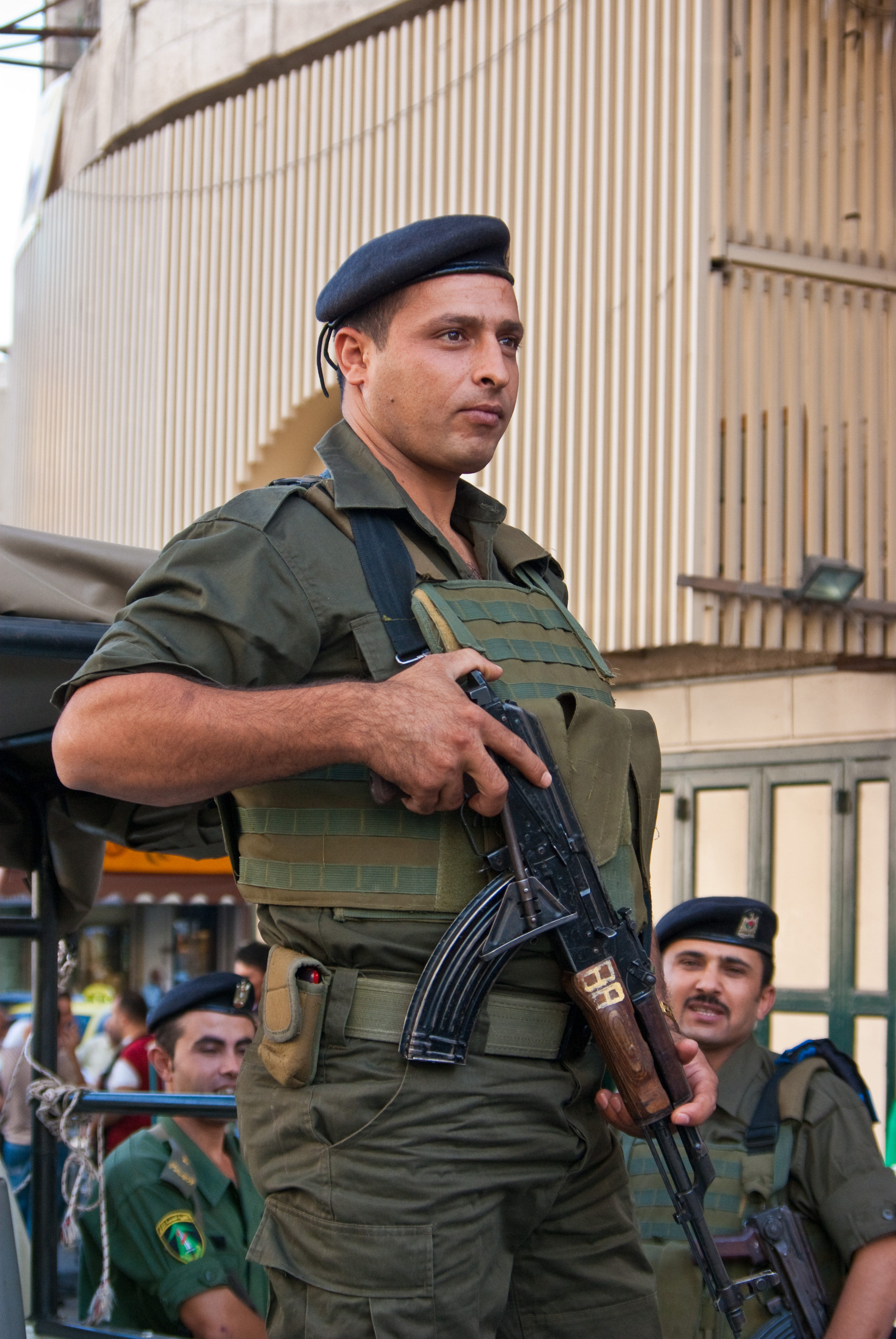
パレスチナ国家治安部隊の兵士

パレスチナ国家治安部隊（英語：Palestinan National Security Force（NSF）、アラビア語: قوات الأمن الوطني الفلسطيني ）は、パレスチナ自治政府（PNA）の準軍事治安部隊。この名前は、一部の特殊部隊を含むすべての国家治安部隊を指す場合もあれば、内務省保安部隊、大統領警備隊、一般諜報部を含まない場合もあり、国家治安部隊内の主要部隊を指す場合もある。
オスロ合意に署名して以来、これらの部隊はパレスチナ自治政府の支配地域で活動している。2003年にこれらの組織はパレスチナ治安部隊に統合された。
パレスチナ国家治安部隊は一般的な法執行を含むさまざまな活動を行っている。2007年現在の総兵力の概算は4万2000人とされる。イスラエルとパレスチナの紛争が進むにつれ、治安部隊は過激派の下位集団を逮捕したりイスラエル政府が摘発された者を起訴するのを支援したりするなど、他の法執行機関との協力関係が顕著である。エルサレム・ポスト紙によれば、「過去にパレスチナの治安部隊は、パレスチナ人をイスラエルに引き渡すことに対する国民の内部批判を和らげるために、逮捕されたテロリストを釈放した後、イスラエルにひそかに密告してきた」という。

## 背景
オスロ合意の一環として、パレスチナ自治政府は準軍事的能力を備えた警察を採用し訓練することを許可されたが、軍事力を持つことは許可されていなかった。パレスチナ自治政府とイスラエルの間のいくつかの二国間協定では、部隊の規模、その構造、兵器および構成を規制している。これらの協定はイスラエルに潜在的な新兵を審査し、テロリストの経歴を持つ人物の承認を差し控える権利を与えている。しかし、それらは強制されなかったため2002年の部隊の実際の規模と装備は許可されたものを超えていた。
当初、ヤーセル・アラファートは、重複し、競合する14の治安部隊を次々に設立した。各治安部隊はライバルの政治家または元ゲリラの首長によって支配されていたが、最終的にはすべて彼と彼のファタハ党に忠実であった。
ハマスは2006年3月にPNA政府を樹立した後、独自の治安部隊「執行部隊」を結成したが、3か月後に部隊トップのジャマル・アブ・サムハダナがイスラエルに殺害された。

## 任務
国家安全保障部隊は一般的な法執行を含むさまざまな活動を行っている。軍事諜報部は外部の軍事情報を収集しており、後にNSF軍事諜報部になった。憲兵隊は独立した部隊である。軍事連絡部はイスラエルとの治安調整を行っており、過去にイスラエルとパレスチナの合同パトロールに参加している。海軍警察はガザの領海の警備を任務とする。

## 歴史

### 初期の歴史
NSFの前身は、パレスチナ解放機構（PLO）のパレスチナ解放軍（PLA）である。NSFの結成時のほとんどの人員はPLAから採用され、徐々に地元の新兵が追加されていった。
1990年代後半からCIAはイスラエル軍や諜報機関と緊密に協力し、パレスチナ治安部隊の構築に中心的な役割を果たした。2003年にガザ地区で3人のアメリカ当局者が殺害された後、イギリス軍はますます積極的な役割を果たした。

### 2005年のリストラ計画
ガーディアンのパレスチナ・ペーパーズに基づいた報道によれば、2003年にイギリスの首相トニー・ブレアはハマスに対するアメリカ主導の「対反乱作戦」用の秘密情報部MI6の計画を承認した。MI6は、ヨルダン川西岸地区のハマスと他の武装集団を鎮圧する秘密計画を提案した。その計画には、指導者や活動家の抑留、ラジオ局の閉鎖、モスクのイマームの交代が含まれていた。この計画では特に以下のことが推奨されていた：
「指導者層のコミュニケーションおよび指揮統制能力の混乱、主要な中堅将校の拘留、彼らの兵器と財源を押収することで対イスラエル強硬派のハマス、PIJ （パレスチナ・イスラム・ジハード）、（ファタハと繋がりのある）アル・アクサ旅団の能力を低下させる」 。
また、ハマスとPIJの主要人物の抑留も検討されるはずであった。この計画は、平和のためのロードマップを実施することを目的としていた。
2005年3月、イギリスの秘密の「パレスチナ安全保障計画」は、「伝統的な安全保障責任者」の管理外の「信頼できるパレスチナの連絡先」、英米の安全保障「検証チーム」、そしてイスラエルの諜報機関への「直通ライン」に基づく新しい安全保障タスクフォースの詳細な提案が提示された。この文書は、イスラエルがNSFの機能に満足しておらず、軍需品と監視装置による組織の強化に反対していることに言及している。「巧妙なアプローチ（Subtle aproach）」では、「保守派」は、「決定が下され、新しい構造が出現した後の巧妙なタイミングで」名誉をもって引退する可能性がある。…「イスラエルの占領は、（ヨルダン川西岸地区の） NSF自体の能力を完全に破壊し、組織の基盤に重大な損害を与えている。NSFの人員は武器を携行したり、制服を着て地域間を移動したりすることは許可されていない。武器を持たないNSFは、過激派に立ち向かう立場にはない」。
2005年4月2日、アッバス大統領はヨルダン川西岸地区の国家安全保障責任者であるHaj Ismail Jaber将軍を解任した。その理由は、3月30日にアッバスの本部内で過激派が空に向けて発砲した銃撃事件であった。アッバスはまた、ラマッラーの治安責任者のユニス・アル＝ハスを解雇し、ラマッラーの治安部隊を「警戒状態」に置いた。同月、治安部隊の大規模な改革が行われた。4月22日、ガザ治安部隊のトップ、ムサ・アラファトは、スレイマン・ヘレスに交代した。

### 2007年ファタハ-ハマス紛争
2007年、パレスチナの主要政党ファタハとハマス間のガザ地区での対立が激化し、6月14日にハマスの戦闘部隊がファタハ系の保安警察本部を襲撃、約1時間の交戦を経て同本部を占拠し、ガザ地区全域の掌握を宣言する事態へと至った。

### 2014年イタリア-パレスチナ訓練プログラム
イタリア国防省とパレスチナ自治政府内務省の間で締結された二国間協定でカラビニエリがパレスチナ治安部隊の技術的・専門的訓練のパートナーとなったことにより、2014年3月19日にカラビニエリのインストラクターがイタリアを出発して総合訓練センターがあるエリコに向かった。

## 事件
- ガザの戦いの最中に、ハマスの過激派は精鋭の大統領警備隊の将校、Mohammed Sweirkiを誘拐し、ガザ地区にある15階建てのアパートの屋上から投げ落とした[12]。この事件によって銃撃戦を含む小競り合いが起き、ファタハの過激派は市内のモスクの説教者、Mohammed al-Rifatの自宅を襲撃して彼を殺害し、更にイスマーイール・ハニーヤ首相の家で発砲した[12]。真夜中の直前に、ハマスの活動家が12階建ての建物から投げ落とされて死亡した[12]。

## 内部組織

### 1995年の部門
2003年から2005年の改革以前は、アラファト大統領の独占的支配下にある個々の治安部隊が多数存在していた。1995年初頭のガザ警察署長ナシル・ユスフへのインタビューに基づいて、以下の部隊（諜報機関および市警を含む）のリストが公開された。
1. 国家安全保障局（「al-Aman al-Watani」）- 外国における陸軍に相当する部隊で主にイスラエル軍によるパレスチナ自治区への攻撃や入植者による事件への対応を担当する。
2. 海軍局（「al-Bahariya」）- ガザ地区沖の警備を担当する。
3. 情報局 (国外情報局とも)（「al-Astakhabarat」）- パレスチナ版中央情報局に相当する部隊で、イスラエルを含む外国の諜報活動を担当する
4. 憲兵局（ 「al-Shurta al-'Askariyit」）- 警察官による汚職事件や庁舎の警備を担当する。
5. フォース17 （「Kuwat Sabatash」）- アッバス大統領直轄の特殊部隊であったが、2007年に解散した。
6. 諜報局 (国内情報局とも)（ 「al-Mukhabarat」）- 国内のテロ組織 (ハマース)、犯罪組織、イスラエルの国内工作員の監視を担当。
7. 民間防衛局（ 「al-Dufaa'a al-Madeni」）- パレスチナ人による民間防衛を総括、管理担当。
8. 市警局（「al-Shurta al-Madeniya」）- 都市の警察業務担当
9. 刑事保安局（al-Aman al-Junaa'i 」）- 殺人事件や強盗事件などの重大事件を担当。
10. 麻薬調査局（「al-Sha'batMkafahat al-Makhdarat」）- 麻薬事件担当
11. 機動隊（「Makafa't al-Shaghab」）- 暴動事件担当
12. 交通警察局（ 「al-Shurta al-Marour」）- パトロールカーによる警備、車両による犯罪・違反の調査担当。
13. 保安警察局（ 「al-Aman al-Waqa'i」）- 犯罪の防止担当。
14. 軍事規律局（「al-Anthabamaal-'Askari」）- 部隊の事務・会計などを担当する。
15. 大統領警護隊（「al-Aman al-Ra'isi」）- 大統領・首相を含むパレスチナ自治政府高官及び外国要人の警護、議長府・首相官邸の警備担当。

### 現在の部門
2003年のパレスチナ治安機関発足により大統領警備隊と市警察が格上げとなり、3つの機関ともにパレスチナ治安機関に統合された。現在のパレスチナ国家治安部隊の部門は以下のとおり。
1. 保安警察 (保安部隊とも) - 本部は事実上の首都ラマッラーに置かれている。外国における陸軍に相当する部隊で、ヨルダン川西岸地区に5大隊、ガザ地区に2大隊から構成されている。装備はアラブ諸国から提供された機関銃、装甲車などを保有している。
2. 航空警察 (航空部隊とも)- 外国における空軍に相当する部隊で、パレスチナ内に侵入する全ての航空機の対応を担当。数機の航空機とヘリコプターを保有している[14]。
3. 海上警察 (海上部隊とも) - 外国における海軍又は沿岸警備隊に相当する部隊。ガザ地区沖の海上警備を担当する部隊で、ガザ地区のガザ港に海上警察本部が置かれていた。2002年1月にイスラエル当局によって海上警察高官らが逮捕され、本部の建物が破壊されたことにより機能不全となっている[15]。
4. 軍事連絡局 - アラブ諸国を主に武器の提供や兵士の訓練を担当する。
5. 軍事情報局 - パレスチナ版DIA又はシギントも行うことからパレスチナ版NSAに相当する部隊で、主にあイスラエ軍に関する情報収集・アラブ諸国との情報交換を任務としている。